# Мунтерс, Вильгельм
Вильгельм Мунтерс (латыш. Vilhelms Munters, нем. Wilhelm Munter), в русскоязычных документах Вильгельм Николаевич Мунтерс (25 июля 1898, Рига — 11 января 1967, Рига) — латвийский государственный деятель, дипломат, в период с 1936 по 1940 год — Министр иностранных дел Латвийской Республики. Кавалер ордена Лачплесиса.

## Биография
Вильгельм Мунтерс родился 25 июля 1898 года в Риге, в семье происходивших из Эстонии балтийских немцев. В 1915 году окончил Рижское коммерческое училище и поступил на факультет химии в Рижском политехникуме (окончил обучение в 1925 году), который в том же году был эвакуирован в Россию.
С 1917 по 1918 год служил в российской армии, во время Октябрьского переворота был юнкером Владимирского училища и, как многие его сослуживцы, был заключён в Петропавловскую крепость. После освобождения вернулся в Латвию, где в марте 1919 года был призван в Красную Армию. В июле Мунтерс дезертировал и вступил добровольцем в Эстонскую армию, в составе которой принял участие в Эстонской освободительной войне, был награждён Крестом Свободы третьей степени (I класса). После демобилизации вернулся в Ригу, где как гражданин Латвии был призван в национальную армию в звании старшего сержанта, правда, прослужил там всего шесть недель.
С 1920 года работал в Министерстве иностранных дел Латвии: 3-й секретарь в отделе информации, 2-й секретарь, с августа 1922 года 1-й секретарь и референт британской прессы, помощник редактора журнала The Latvian Economist. В июне 1923-го — феврале 1925-го он занимает должность 1-го секретаря Западного отдела МИДа, а затем заведует отделом Балтийских государств.
Мунтерс возглавил МИД в 1936 году. Мунтерс оставался на посту Министра иностранных дел вплоть до присоединения Латвии к Советскому Союзу.
В качестве Министра иностранных дел принимал непосредственное участие в переговорах с нацистской Германией (Договор о ненападении между Германией и Латвией 1939 года) и СССР (Пакт о взаимопомощи между СССР и Латвийской Республикой). Был делегатом Латвии в Лиге Наций, неоднократно избирался председателем Ассамблеи Лиги.
В 1940 году, после присоединения Латвии к Советскому Союзу, Мунтерс вместе с семьёй был вывезен в Воронеж, где преподавал немецкий язык в педагогическом институте. Несколько раз обращался к Анастасу Микояну с просьбой о трудоустройстве в Наркомат внешней торговли.
В 1941 году Мунтерс был арестован и до 1954 года содержался в различных тюрьмах РСФСР (в том числе, в Саратове и Владимире). 17 апреля 1952 года Мунтерс был приговорён к тюремному заключению сроком на 25 лет …за активную борьбу против революционного рабочего движения и проведение враждебной деятельности против СССР; его жена Наталья была осуждена в 1942 году к 5 годам лагерей, но, согласно жалобе Мунтерса председателю Президиума ВС СССР, к моменту написания жалобы провела в тюрьмах 11 лет. В 1954 году Мунтерсы были досрочно освобождены и до своего возвращения в Ригу в 1956 году работали в городе Владимире.
После возвращения в Латвию в конце 1950-х работал в Академии наук Латвийской ССР. Печатался в советской прессе (в частности, в «Известиях»), выступая с резкой критикой западноевропейской и американской латышской диаспоры. В 1964 году был назначен членом курируемого КГБ республиканского комитета по культурным связям с соотечественниками за рубежом. Опубликовал две направленных против Улманиса брошюры — «Размышления» (1963) и «Враги своих народов» (1967).
Умер 11 января 1967 года в Риге, похоронен на Лесном кладбище.

## Награды
- Военный орден Лачплесиса (1924 год),
- Орден Трёх Звёзд II, III и IV класса,
- Крест Признания I класса № 2 (16 ноября 1938)[8],
- Орден Полярной звезды I, II и III класса (Швеция),
- Орден Белой Розы I и II класса (Финляндия),
- Орден Великого князя Литовского Гядиминаса I и II класса (Литва),
- Орден Леопольда I I и II класса (Бельгия),
- Крест Свободы 1 класса 3 степени (Эстония),
- Орден Орлиного креста I, II и III класса (Эстония),
- Орден Короны Италии I и II класса (Италия),
- Орден Святого Саввы II класса (Югославия),
- Орден Христа II класса (Португалия),
- Орден Дубовой короны III класса (Люксембург),
- Орден Возрождения Польши I и III класса (Польша),
- Орден Почётного легиона II, III и V класса (Франция),
- Орден Заслуг I класса (Австрия),
- Орден Святого Григория Великого I класса (Святой Престол),
- Орден Сверкающего нефрита I класса (Китайская Республика),
- Орден Витаутаса Великого I класса (Литва),
- Орден Короны Румынии II и III класса (Румыния),
- Орден Короны III класса (Бельгия),
- Орден Святых Маврикия и Лазаря I класса (Италия),
- Орден Заслуг германского орла I класса (Германия)

## Семья
Родители — остзейские немцы Карл Николай Мунтерс и Каролина Аугуста Ульрика, урождённая Клейн.
Супруга — Наталья Александровна Клягина, эмигрантка из советской России, перебравшаяся в Латвию с мамой и сестрой. Мать устроилась няней в семье князя Николая Дмитриевича Кропоткина в Зегевольде. В 1920 году Наталья Александровна вышла замуж за адвоката Арсения Суну (1889—1944), родила в 1921 году сына Николая. Суна возглавлял Общество культурного сближения с СССР. В начале 1930-х супруги развелись, и 31 августа 1934 года Наталья Александровна вышла замуж вторично за Мунтерса.

## Факты
- Вильгельм Мунтерс в исполнении Улдиса Думписа — один из ключевых персонажей вышедшего в 2000 году латвийского фильма «Страшное лето», посвященного присоединению Прибалтики к СССР. Его супруга Наталья Александровна представлена в этом фильме советской шпионкой, помыкающей своим безвольным мужем[4].
- Министр общественных дел правительства Улманиса Андрис Берзиньш: «Мунтерс принадлежал к категории тех людей, у которых разум в большей мере управляет чувствами. Иногда даже казалось, что для него сантименты совершенно чужды и что людей чувства он считает бессильными и для политической работы бесполезными мечтателями. Мне трудно сказать, был ли у Мунтерса вообще какой-то близкий друг. Людей он делил на полезных и бесполезных, часто руководствуясь чисто личным мнением»[4].
- Иварс Кезберс в своих мемуарах «Maskavas spiegu tīkls» сообщал, что, работая в комиссии Съезда народных депутатов СССР по оценке политических и правовых последствий Пакта Молотова — Риббентропа (1989—1990), обнаружил в закрытых советских архивах свидетельства о сотрудничестве Мунтерса с советскими спецслужбами[9].